# Нижняя Курмаза
Нижняя Курмаза (баш. Түбәнге Көрмәҙе) — деревня в Бижбулякском районе Республики Башкортостан Российской Федерации. Входит в состав Елбулактамакского сельсовета. 

## География

### Географическое положение
Расстояние до:
- районного центра (Бижбуляк): 22 км,
- центра сельсовета (Елбулактамак): 7 км,
- ближайшей ж/д станции (Приютово): 55 км.

## Население
| 2002 | 2009 | 2010 |
| ---- | ---- | ---- |
| 16   | ↘10  | ↗17  |

Согласно переписи 2002 года, преобладающие национальности — русские (63 %), мордва-эрзяне (31 %).